# Seokbinggo (Gyeongju)
Das Seokbinggo von Gyeongju ist ein historisches Eishaus in Südkorea, das unter dem Joseon-König Yeongjo im Jahre 1741 errichtet wurde.
Ursprünglich bestand seit 1738 ein hölzernes Eishaus etwa 100 Meter in westlicher Richtung, das König Yeongjo 1741 aus Stein neu errichten und an der heutigen Stelle im nördlichen Teil der Wolseong-Festung aufbauen ließ. In Nord-Süd-Richtung liegend, ist es 19 Meter lang, sechs Meter breit und 5,45 Meter hoch. Es besteht aus mehr als eintausend Steinen, das Dach ist gewölbt. Das Dach verfügt über drei Ventilationsschächte. Einziger Eingang zum Seokbinggo ist von Süden her über eine Treppe. Das Gebäude ist seit 1963 Nationalschatz von Südkorea (Nr. 66).

## Bilder

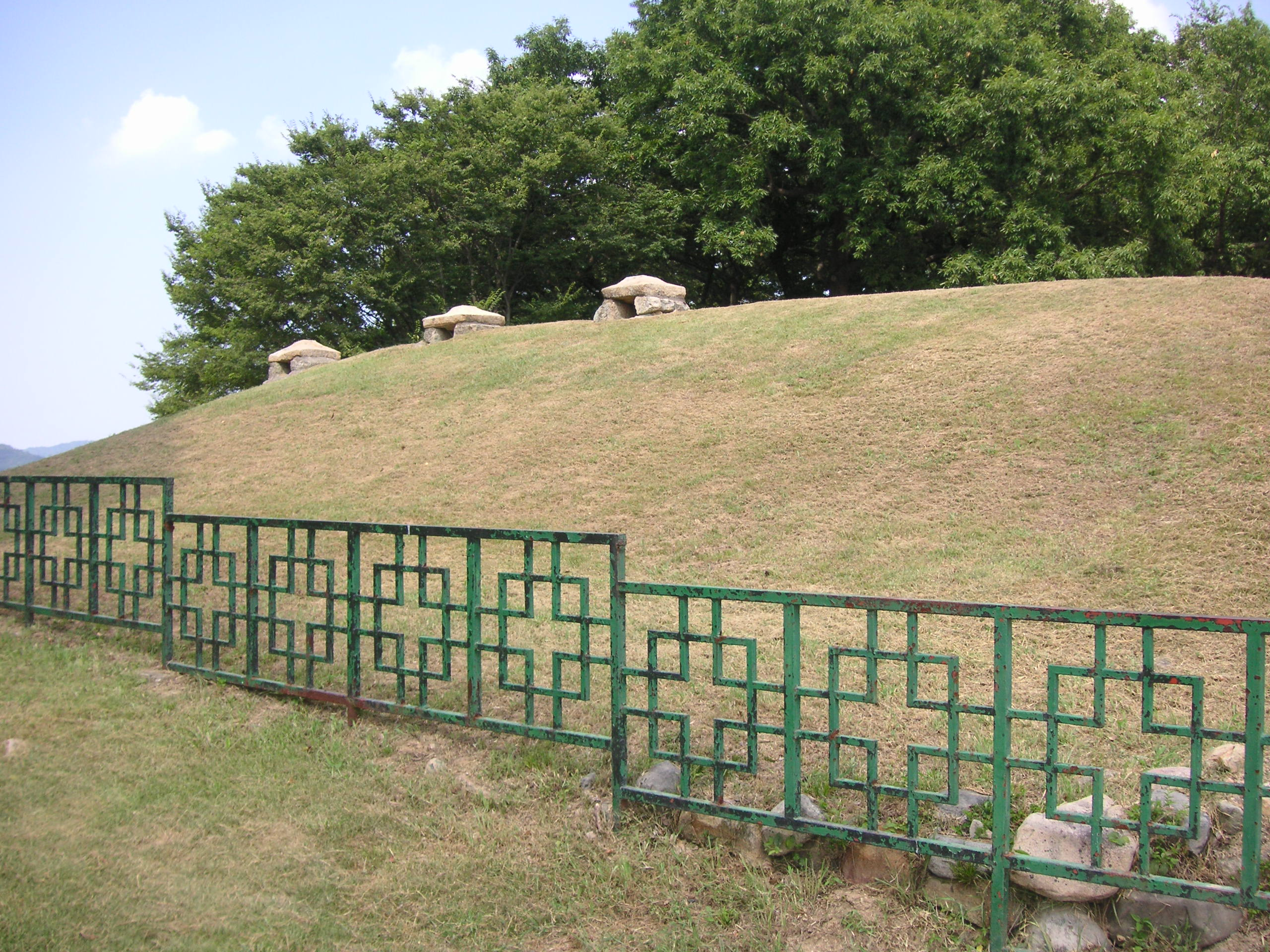
Seitenansicht des Seokbinggos mit Lüftungsschächten
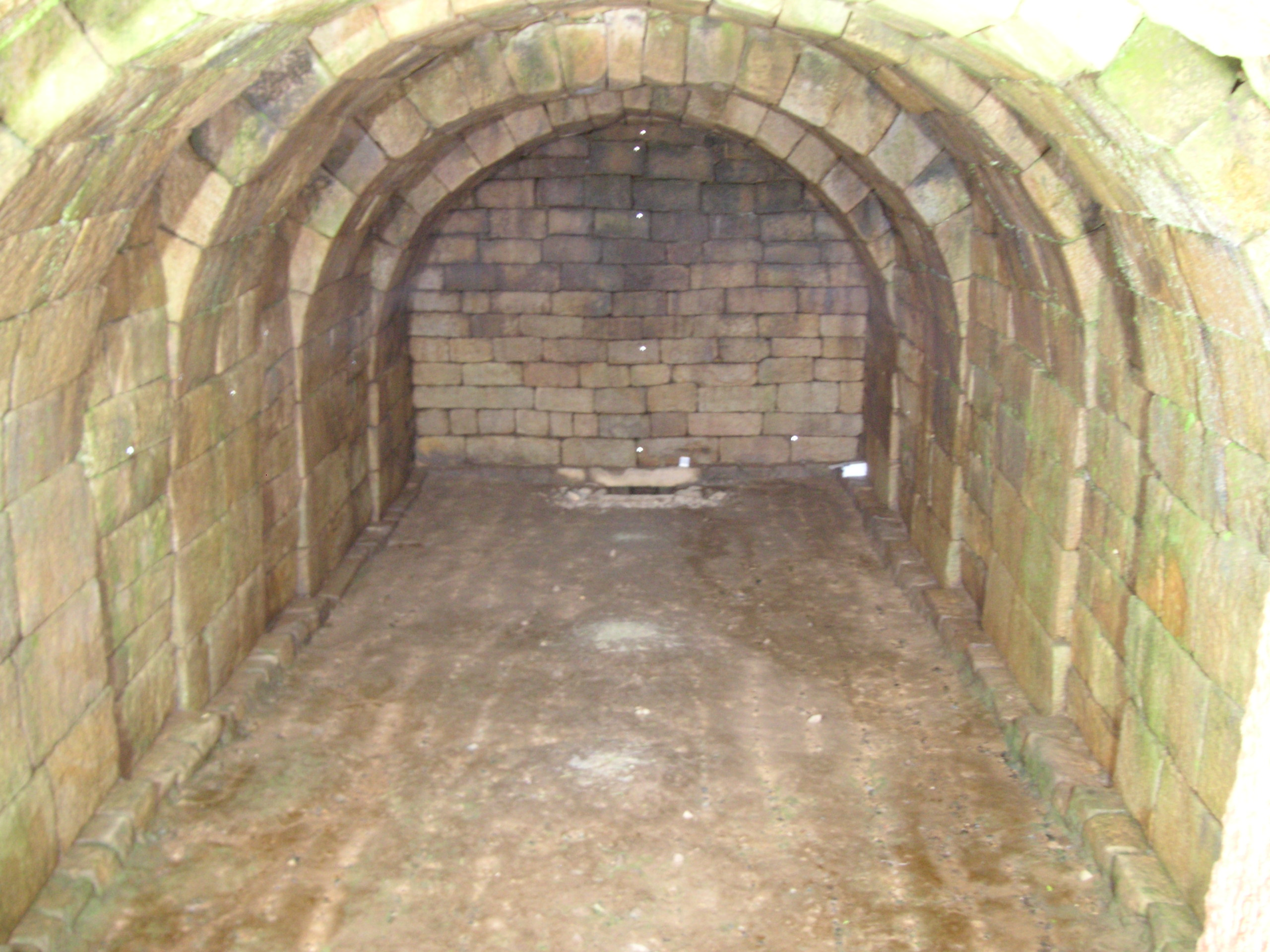
Innenansicht des Seokbinggos